# استان‌های اسپانیا

استان‌های اسپانیا

به جز بخش‌های خودمختار، اسپانیا به پنجاه استان تقسیم شده‌است. در گذشته‌استان‌ها از اهمیت بیشتری برخوردار بودند ولی از زمان آمدن سامانهٔ بخش‌های خودمختار، استان‌ها قدرت کمتری داشته‌اند. بیشتر استان‌ها بر اساس مرکزشان نامگذاری شده‌اند به جز آلابا، آستوریاس، بیسکای، کانتابریا، گیپوسکوا، جزایر بالئارس، لاریوخا و نابارا.
هفت بخش خودمختار تنها از یک استان تشکیل شده‌اند: آستوریاس، جزایر بالئارس، کانتابریا، لاریوخا، مادرید، مورسیا و نابارا.

## فهرست استان‌ها
جدول زیر فهرست استان‌های اسپانیا را به همراه مرکز هر استان و بخش خودمختاری که استان در آن قرار دارد و شهرستان‌ها و دهستان‌های استان نشان می‌دهد.
| نام استان     | مرکز            | بخش خودمختار   | شهرستان‌ها | دهستان‌ها |
| ------------- | --------------- | -------------- | --------- | -------- |
| آلابا         | بیتُریا          | باسک           | شهرستان‌ها | دهستان‌ها |
| آلباسته       | آلباسته         | کاستیا-لامانچا | شهرستان‌ها | دهستان‌ها |
| آلیکانته      | آلیکانته        | بالنسیا        | شهرستان‌ها | دهستان‌ها |
| آلمریا        | آلمریا          | اندلس          | شهرستان‌ها | دهستان‌ها |
| آستوریاس      | اُبیدو           | آستوریاس       | شهرستان‌ها | دهستان‌ها |
| آبیلا         | آبیلا           | کاستیا-لئُن     | شهرستان‌ها | دهستان‌ها |
| باداخُس        | باداخُس          | اکسترمادورا    | شهرستان‌ها | دهستان‌ها |
| بارسلونا      | بارسلونا        | کاتالونیا      | شهرستان‌ها | دهستان‌ها |
| بیسکای        | بیلبائو         | باسک           | شهرستان‌ها | دهستان‌ها |
| بورگُس         | بورگُس           | کاستیا-لئُن     | شهرستان‌ها | دهستان‌ها |
| کاسرس         | کاسرس           | اکسترمادورا    | شهرستان‌ها | دهستان‌ها |
| کادیس         | کادیس           | اندلس          | شهرستان‌ها | دهستان‌ها |
| کانتابریا     | سانتاندر        | کانتابریا      | شهرستان‌ها | دهستان‌ها |
| کاستِلیُن       | کاستِلیُن         | بالنسیا        | شهرستان‌ها | دهستان‌ها |
| سیوداد رئال   | سیوداد رئال     | کاستیا-لامانچا | شهرستان‌ها | دهستان‌ها |
| کُردُبا         | کُردُبا           | اندلس          | شهرستان‌ها | دهستان‌ها |
| لاکُرونیا      | لاکُرونیا        | گالیسیا        | شهرستان‌ها | دهستان‌ها |
| کوئنکا        | کوئنکا          | کاستیا-لامانچا | شهرستان‌ها | دهستان‌ها |
| خِرُنا          | خِرُنا            | کاتالُنیا       | شهرستان‌ها | دهستان‌ها |
| گرانادا       | گرانادا         | اندلس          | شهرستان‌ها | دهستان‌ها |
| گوادالاخارا   | گوادالاخارا     | کاستیا-لامانچا | شهرستان‌ها | دهستان‌ها |
| گیپوسکوا      | سان سباستین     | باسک           | شهرستان‌ها | دهستان‌ها |
| هوئلبا        | هوئلبا          | اندلس          | شهرستان‌ها | دهستان‌ها |
| هوئسکا        | هوئسکا          | آراگُن          | شهرستان‌ها | دهستان‌ها |
| جزایر بالئارس | پالما د مایورکا | جزایر بالئارس  | شهرستان‌ها | دهستان‌ها |
| خائن          | خائن            | اندلس          | شهرستان‌ها | دهستان‌ها |
| لاریُخا        | لُگرُنیو          | لاریُخا         | شهرستان‌ها | دهستان‌ها |
| لئن           | لئن             | کاستیا-لئُن     | شهرستان‌ها | دهستان‌ها |
| لریدا         | لریدا           | کاتالونیا      | شهرستان‌ها | دهستان‌ها |
| لوگو          | لوگو            | گالیسیا        | شهرستان‌ها | دهستان‌ها |
| مادرید        | مادرید          | مادرید         | شهرستان‌ها | دهستان‌ها |
| مالاگا        | مالاگا          | اندلس          | شهرستان‌ها | دهستان‌ها |
| مورسیا        | مورسیا          | مورسیا         | شهرستان‌ها | دهستان‌ها |
| نابارا        | پامپلونا        | نابارا         | شهرستان‌ها | دهستان‌ها |
| اورنسه        | اورنسه          | گالیسیا        | شهرستان‌ها | دهستان‌ها |
| پالنسیا       | پالنسیا         | کاستیا-لئُن     | شهرستان‌ها | دهستان‌ها |
| لاسپالماس     | لاسپالماس       | جزایر قناری    | شهرستان‌ها | دهستان‌ها |
| پُنتِبدرا       | پُنتِبدرا         | گالیسیا        | شهرستان‌ها | دهستان‌ها |
| سالامانکا     | سالامانکا       | کاستیا-لئُن     | شهرستان‌ها | دهستان‌ها |
| سانتا کروس    | سانتا کروس      | جزایر قناری    | شهرستان‌ها | دهستان‌ها |
| سِگُبیا         | سِگُبیا           | کاستیا-لئُن     | شهرستان‌ها | دهستان‌ها |
| سبیا          | سبیا            | اندلس          | شهرستان‌ها | دهستان‌ها |
| سُریا          | سُریا            | کاستیا-لئُن     | شهرستان‌ها | دهستان‌ها |
| تاراگُنا       | تاراگُنا         | کاتالُنیا       | شهرستان‌ها | دهستان‌ها |
| تروئل         | تروئل           | آراگُن          | شهرستان‌ها | دهستان‌ها |
| تُلدو          | تُلدو            | کاستیا-لامانچا | شهرستان‌ها | دهستان‌ها |
| بالنسیا       | بالنسیا         | بالنسیا        | شهرستان‌ها | دهستان‌ها |
| بالادولید     | بالادولید       | کاستیا-لئُن     | شهرستان‌ها | دهستان‌ها |
| سامُرا         | سامُرا           | کاستیا-لئُن     | شهرستان‌ها | دهستان‌ها |
| ساراگوسا      | ساراگوسا        | آراگُن          | شهرستان‌ها | دهستان‌ها |